# 赫爾百麗宮轉運站

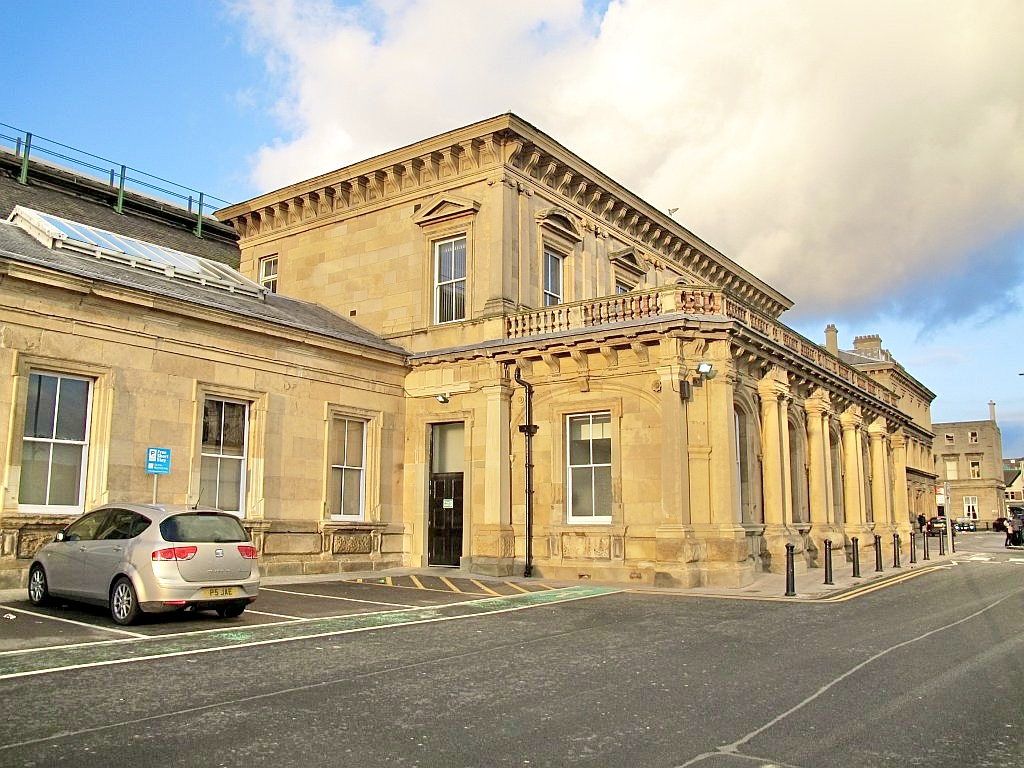
舊站建築，目前保留在車站旁

赫爾百麗宮轉運站（英語：Hull Paragon Interchange）是英國英格蘭赫爾河畔金斯頓的一座交通轉運站，提供鐵路、公共汽車和長途汽車服務。

## 歷史
最初的車站由喬治·湯森德·安德魯斯設計，為新文藝復興建築，啟用於1847年。車站旅館位於車站東端，建築與車站風格相似，正立面和入口朝東，於1849年竣工，1851年啟用。 
1930年代中期，在車站北側附近設立了一個巴士站。在2000年代初期，作為新開發項目的一部分，制定了綜合巴士站和火車站的計劃；建築包含購物中心、酒店、以及音樂和劇院設施。名為“Paragon Interchange”的新車站於2007年9月16日啟用。